# PEC Zwolle in het seizoen 2024/25 (mannen)
Het seizoen 2024/2025 was het 114e jaar in het bestaan van de Zwolse voetbalclub PEC Zwolle. De club kwam uit in de Eredivisie en eindigde op de 10e plaats. Ook nam het deel aan het toernooi om de KNVB Beker, hierin werd in de eerste ronde met 3–4 verloren van N.E.C..

## Wedstrijdstatistieken

### Oefenwedstrijden
|                                                           | Oefenwedstrijd                                           | SV Nieuwleusen                                                                                                | 0 – 3 (0 – 1)                              | PEC Zwolle                                                     | Opstelling PEC Zwolle: |
| 29 juni 2024 Plaats: Nieuwleusen Sportpark 't Klaverblad  | 29 juni 2024 Plaats: Nieuwleusen Sportpark 't Klaverblad | | Wedstrijdverslag                           | 45' Gabriël Reiziger 79' Zaid El Morabit 86' Davy van den Berg | Opstelling eerste helft: Vermeer, Lutonda, Van den Berg, Vellios, García Mac Nulty, Bobson, Reijnders, Reiziger, Kroeze, Gijselhart, El Allachi Opstelling tweede helft: Verduin, El Azzouzi, Bobson ( 69' Van den Berg), Fontana, Velanas, De Rooij, Ruward, Reijnders ( 69' El Morabit), Bos, Oukhattou, Gijselhart ( 69' Voute)                                                                            |
|                                                           | Oefenwedstrijd                                           | Ajax | 0 – 1 (0 – 1)                              | PEC Zwolle                                                     | Opstelling PEC Zwolle: |
| 6 juli 2024 Plaats: Amsterdam De Toekomst                 | 6 juli 2024 Plaats: Amsterdam De Toekomst                | Owen Wijndal                                                                                                  | Wedstrijdverslag                           | 20' Anthony Fontana                                            | Opstelling eerste helft: Vermeer Lutonda, El Azzouzi, Huiberts, Fontana, De Rooij, Reijnders, Reiziger, Van der Haar, Gijselhart, El Allachi Opstelling tweede helft: Schendelaar, El Azzouzi ( 61' El Morabit), Vellios, García Mac Nulty, Bobson, Velanas, Kroeze, Fichtinger, Ruward, Bos, Oukhattou |
|                                                           | Oefenwedstrijd                                           | PEC Zwolle | 1 – 3 (0 – 3)                              | Silkeborg IF                                                   | Opstelling PEC Zwolle: |
| 9 juli 2024 Plaats: Wijthmen Sportpark De Elshof          | 9 juli 2024 Plaats: Wijthmen Sportpark De Elshof         | Anthony Fontana 46'                                                                                           | Wedstrijdverslag                           | 27' Alexander Lind 31' (pen.) Ramazan Orazov 33' Tonni Adamsen | Schendelaar, Lutonda ( 61' Van der Haar), El Azzouzi ( 61' Ruward), Van den Berg ( 27' Gijselhart), Lam ( 31' Fichtinger), García Mac Nulty ( 61' Bos), Fontana ( 61' Kroeze), Velanas ( 61' Vellios), De Rooij ( 61' Oukhattou), Reijnders ( 61' El Allachi), Buitink ( 31' Bobson). |
|                                                           | Oefenwedstrijd                                           | PEC Zwolle | 1 – 2 (1 – 2)                              | AC Horsens                                                     | Opstelling PEC Zwolle: |
| 13 juli 2024 Plaats: Wijthmen Sportpark De Elshof         | 13 juli 2024 Plaats: Wijthmen Sportpark De Elshof        | Mohamed Oukhattou 15'                                                                                         | Wedstrijdverslag                           | 22' Marvin Egho 32' Sebastian Pingel                           | Vermeer, Lutonda ( 46' Ruward), El Azzouzi ( 61' García Mac Nulty), Van den Berg ( 61' Gijselhart), Fichtinger ( 61' Bos), Fontana ( 61' El Allachi), Velanas ( 61' Reiziger), De Rooij ( 61' Buitink), Reijnders ( 61' Bobson), Van der Haar ( 61' Kroeze), Oukhattou ( 46' Vellios) |
|                                                           | Oefenwedstrijd                                           | sc Heerenveen                                                                                                 | 2 – 1 (1 – 0) 3 – 1 (0 – 0)                | PEC Zwolle                                                     | Opstelling PEC Zwolle: |
| 19 juli 2024 Plaats: Garderenn Sportpark Westeneng        | 19 juli 2024 Plaats: Garderenn Sportpark Westeneng       | Osame Sahraoui 20' Jasper Schendelaar 69' (e.d.) Ché Nunnely 32' Daniel Karlsbakk 34' Danilo Al-Saed 40'      | Wedstrijdverslag Eerste deel: Tweede deel: | 58' Davy van den Berg 43' Teun Gijselhart                      | Opstelling eerste deel: Schendelaar, Lutonda, El Azzouzi, Van den Berg, Lam ( 46' Fichtinger), García Mac Nulty, Velanas, Reijnders, Buitink ( 46' Vellios), Gooijer, Krastev ( 46' De Rooij) Opstelling tweede deel: Vermeer ( 31' Hauptmeijer), Vellios, García Mac Nulty ( 46' Lutonda), Fontana ( 25' Bobson), Reijnders, Kroeze, Van der Haar, Fichtinger ( 46' Reiziger), Bos, Oukhattou en Gijselhart. |
|                                                           | Oefenwedstrijd                                           | PEC Zwolle | 5 – 0 (2 – 0)                              | De Graafschap                                                  | Opstelling PEC Zwolle: |
| 26 juli 2024 Plaats: Zwolle MAC³PARK stadion              | 26 juli 2024 Plaats: Zwolle MAC³PARK stadion             | Odysseus Velanas 8' Thomas Buitink 21' (pen.) Davy van den Berg 54' Anthony Fontana 87' Apostolos Vellios 88' | Wedstrijdverslag                           |                                                                | Schendelaar, Lutonda, El Azzouzi, Van den Berg ( 83' Gijselhart), Lam ( 62' Fichtinger), Garcia Mac Nulty ( 83' Van der Haar), Velanas ( 83' Fontana), Manu ( 46' De Rooij), Buitink ( 48' Vellios), Gooijer ( 46' Reijnders), Krastev ( 62' Oukhattou) |
|                                                           | Oefenwedstrijd                                           | Real Betis | Afgelast                                   | PEC Zwolle                                                     | Opstelling PEC Zwolle: |
| 3 augustus 2024 Plaats: Sevilla Estadio Benito Villamarín |                                                          | |                                            |                                                                | |
|                                                           | Oefenwedstrijd                                           | PEC Zwolle | 1 – 2 (1 – 1)                              | Venezia FC                                                     | Opstelling PEC Zwolle: |
| 4 augustus 2024 Plaats: Zwolle MAC³PARK stadion           | 4 augustus 2024 Plaats: Zwolle MAC³PARK stadion          | Braydon Manu 2'                                                                                               | Wedstrijdverslag                           | 16' Christian Gytkjær 85' Nicholas Pierini                     | Schendelaar, Lutonda ( 85' Van der Haar), El Azzouzi ( 15' Fichtinger), Van den Berg, Lam ( 77' Gijselhart), Garcia-Mac Nulty, Velanas, Manu ( 68' Reijnders), Buitink ( 77' Vellios), Gooijer, Krastev ( 85' Oukhattou) |
|                                                           | Oefenwedstrijd                                           | Royal Antwerp FC                                                                                              | 4 – 2 (3 – 2)                              | PEC Zwolle                                                     | Opstelling PEC Zwolle: |
| 4 januari 2025 Plaats: Tubeke Proximus Basecamp           | 4 januari 2025 Plaats: Tubeke Proximus Basecamp          | Tjaronn Chery 14' (pen.), 35' Vincent Janssen 52' Farouck Adekami 65'                                         |                                            | 12' Dylan Vente 42' Filip Krastev                              | Opstelling eerste deel: Hauptmeijer, Reijnders, Graves ( 31' Gijselhart), García Mac Nulty, Van der Haar, Monteiro, El Azzouzi, Van den Berg, Velanas, Vente, Krastev Opstelling tweede deel: Vermeer, Manu, Gijselhart, Ruward, Lutonda, Fichtinger, Thomas, Reiziger, Oukhattou, Buitink, De Rooij |

### Eredivisie
| | 1e speelronde | FC Utrecht | 1 – 0 (1 – 0)    | PEC Zwolle                                                                                        | Opstelling PEC Zwolle: |
| 11 augustus 2024 Aanvangstijd: 14.30 uur Plaats: Utrecht Stadion Galgenwaard Toeschouwers: 0 Scheidsrechter: Jannick van der Laan Video-assistent: Dennis Higler           | 11 augustus 2024 Aanvangstijd: 14.30 uur Plaats: Utrecht Stadion Galgenwaard Toeschouwers: 0 Scheidsrechter: Jannick van der Laan Video-assistent: Dennis Higler           | Ole Romeny 16'                                                                                                | Wedstrijdverslag | 43' Eliano Reijnders 87' Nick Fichtinger 89' Filip Krastev                                        | Schendelaar, Lutonda, García Mac Nulty, Gooijer ( 26' Fichtinger), Reijnders, El Azzouzi, Van den Berg ( 82' De Rooij), Krastev, Velanas, Manu ( 55' Mbayo), Buitink ( 82' Vellios)                         |
| | 2e speelronde | PEC Zwolle | 1 – 5 (0 – 1)    | Feyenoord                                                                                         | Opstelling PEC Zwolle: |
| 18 augustus 2024 Aanvangstijd: 14.30 uur Plaats: Zwolle MAC³PARK stadion Toeschouwers: 13.653 Scheidsrechter: Bas Nijhuis Video-assistent: Edwin van de Graaf              | 18 augustus 2024 Aanvangstijd: 14.30 uur Plaats: Zwolle MAC³PARK stadion Toeschouwers: 13.653 Scheidsrechter: Bas Nijhuis Video-assistent: Edwin van de Graaf              | Filip Krastev 47' 87'                                                                                         | Wedstrijdverslag | 4' Igor Paixão 46' Calvin Stengs 51' 55' Dávid Hancko 68', 71' Santiago Giménez                   | Schendelaar, Lutonda, García Mac Nulty, El Azzouzi, Reijnders, Van den Berg, Fichtinger ( 86' Gijselhart), Krastev, Velanas, Mbayo ( 57' De Rooij), Buitink ( 57' Vente)                                    |
| | 3e speelronde | N.E.C. | 1 – 0 (0 – 0)    | PEC Zwolle                                                                                        | Opstelling PEC Zwolle: |
| 24 augustus 2024 Aanvangstijd: 18.45 uur Plaats: Nijmegen Goffertstadion Toeschouwers: 12.540 Scheidsrechter: Sander van der Eijk Video-assistent: Martin van den Kerkhof  | 24 augustus 2024 Aanvangstijd: 18.45 uur Plaats: Nijmegen Goffertstadion Toeschouwers: 12.540 Scheidsrechter: Sander van der Eijk Video-assistent: Martin van den Kerkhof  | Brayann Pereira 55' Rober González 87'                                                                        | Wedstrijdverslag | 36' Nick Fichtinger 45+1' Anouar El Azzouzi 46', 64' Thierry Lutonda                              | Schendelaar, Lutonda, García Mac Nulty, Graves, Reijnders, El Azzouzi, Fichtinger ( 90' Buitink), Krastev ( 74' De Rooij), Van den Berg, Velanas ( 90' Mbayo), Vente ( 90' Van der Haar)                    |
| | 4e speelronde | PEC Zwolle | 3 – 0 (1 – 0)    | Heracles Almelo                                                                                   | Opstelling PEC Zwolle: |
| 1 september 2024 Aanvangstijd: 14.30 uur Plaats: Zwolle MAC³PARK stadion Toeschouwers: 13.731 Scheidsrechter: Serdar Gözübüyük Video-assistent: Pol van Boekel             | 1 september 2024 Aanvangstijd: 14.30 uur Plaats: Zwolle MAC³PARK stadion Toeschouwers: 13.731 Scheidsrechter: Serdar Gözübüyük Video-assistent: Pol van Boekel             | Dylan Vente 13' Nick Fichtinger 62' Dylan Mbayo 78' Filip Krastev 90+4'                                       | Wedstrijdverslag | 36' Ivan Mesík 90+5' Sem Scheperman                                                               | Schendelaar, Van der Haar ( 81' Aertssen), García Mac Nulty, Graves, Floranus, El Azzouzi ( 81' Reijnders), Fichtinger ( 64' Mbayo), Krastev, Van den Berg, Velanas, Vente ( 73' Buitink)                   |
| | 5e speelronde | FC Twente | 1 – 1 (0 – 1)    | PEC Zwolle                                                                                        | Opstelling PEC Zwolle: |
| 14 september 2024 Aanvangstijd: 16.30 uur Plaats: Enschede De Grolsch Veste Toeschouwers: 29.500 Scheidsrechter: Jochem Kamphuis Video-assistent: Robin Hensgens           | 14 september 2024 Aanvangstijd: 16.30 uur Plaats: Enschede De Grolsch Veste Toeschouwers: 29.500 Scheidsrechter: Jochem Kamphuis Video-assistent: Robin Hensgens           | Sem Steijn 63' 90+6'                                                                                          | Wedstrijdverslag | 8' Dylan Vente 90+6' Anouar El Azzouzi                                                            | Schendelaar, Van der Haar ( 67' Lutonda), García Mac Nulty, Graves, Floranus, El Azzouzi, Monteiro ( 67' Fichtinger), Krastev ( 87' Reijnders), Van den Berg, Velanas ( 75' Mbayo), Vente ( 75' Namli)      |
| | 6e speelronde | PEC Zwolle | 1 – 2 (0 – 1)    | AZ                                                                                                | Opstelling PEC Zwolle: |
| 20 september2024 Aanvangstijd: 20.00 uur Plaats: Zwolle MAC³PARK stadion Toeschouwers: 13.801 Scheidsrechter: Ingmar Oostrom Video-assistent: Richard Martens              | 20 september2024 Aanvangstijd: 20.00 uur Plaats: Zwolle MAC³PARK stadion Toeschouwers: 13.801 Scheidsrechter: Ingmar Oostrom Video-assistent: Richard Martens              | Davy van den Berg 49' Dylan Vente 66' Younes Namli 90+4'                                                      | Wedstrijdverslag | 6', 50' Ibrahim Sadiq 35' Seiya Maikuma 40' David Møller Wolfe 53' Sven Mijnans 77' Mexx Meerdink | Schendelaar, Van der Haar ( 57' Lutonda), García Mac Nulty, Graves, Floranus, El Azzouzi, Van den Berg ( 57' Namli), Krastev ( 85' Buitink), Monteiro, Mbayo ( 77' De Rooij), Vente                         |
| | 7e speelronde | PEC Zwolle | 1 – 0 (0 – 0)    | Almere City FC                                                                                    | Opstelling PEC Zwolle: |
| 29 september 2024 Aanvangstijd: 12.15 uur Plaats: Zwolle MAC³PARK stadion Toeschouwers: 13.492 Scheidsrechter: Sander van der Eijk Video-assistent: Erwin Blank            | 29 september 2024 Aanvangstijd: 12.15 uur Plaats: Zwolle MAC³PARK stadion Toeschouwers: 13.492 Scheidsrechter: Sander van der Eijk Video-assistent: Erwin Blank            | James Lawrence 78' (e.d.) Anouar El Azzouzi 85' Dylan Vente 90'                                               | Wedstrijdverslag | 71' Thomas Robinet 73' Hamdi Akujobi 82' Ruben Providence 84' Ricardo Visus                       | Schendelaar, Van der Haar, García Mac Nulty, Graves ( 87' Fichtinger), Floranus, El Azzouzi, Van den Berg ( 69' Velanas), Krastev ( 58' Mbayo), Monteiro, Namli ( 69' De Rooij), Vente                      |
| | 8e speelronde | sc Heerenveen                                                                                                 | 1 – 1 (1 – 1)    | PEC Zwolle                                                                                        | Opstelling PEC Zwolle: |
| 6 oktober 2024 Aanvangstijd: 14.30 uur Plaats: Heerenveen Abe Lenstra Stadion Toeschouwers: 24.141 Scheidsrechter: Joey Kooij Video-assistent: Dennis Higler               | 6 oktober 2024 Aanvangstijd: 14.30 uur Plaats: Heerenveen Abe Lenstra Stadion Toeschouwers: 24.141 Scheidsrechter: Joey Kooij Video-assistent: Dennis Higler               | Dimitris Rallis 10' Espen van Ee 64' Denzel Hall 90+3'                                                        | Wedstrijdverslag | 3' Davy van den Berg 84' Ryan Thomas 90+3' Kaj de Rooij                                           | Schendelaar, Van der Haar ( 80' Lutonda), García Mac Nulty, El Azzouzi, Floranus, Van den Berg, Monteiro, Namli ( 80' De Rooij), Krastev ( 68' Velanas), Mbayo ( 80' Thomas), Vente                         |
| | 9e speelronde | PEC Zwolle | 1 – 2 (0 – 0)    | NAC Breda                                                                                         | Opstelling PEC Zwolle: |
| 20 oktober2024 Aanvangstijd: 16.45 uur Plaats: Zwolle MAC³PARK stadion Toeschouwers: 13.506 Scheidsrechter: Jeroen Manschot Video-assistent: Robin Vereijken               | 20 oktober2024 Aanvangstijd: 16.45 uur Plaats: Zwolle MAC³PARK stadion Toeschouwers: 13.506 Scheidsrechter: Jeroen Manschot Video-assistent: Robin Vereijken               | Kaj de Rooij 81' Anouar El Azzouzi 86'                                                                        | Wedstrijdverslag | 55', 78' Elías Már Ómarsson 75' Boy Kemper 90+6' Daniel Bielica                                   | Schendelaar, Van der Haar ( 65' Lutonda), García Mac Nulty, Graves ( 46' Velanas), Floranus ( 79' Reijnders), El Azzouzi, Krastev ( 46' Mbayo), Van den Berg ( 66' De Rooij), Monteiro, Namli, Vente        |
| | 10e speelronde | PSV | 6 – 0 (2 – 0)    | PEC Zwolle                                                                                        | Opstelling PEC Zwolle: |
| 26 oktober 2024 Aanvangstijd: 20.00 uur Plaats: Eindhoven Philips Stadion Toeschouwers: 34.100 Scheidsrechter: Rob Dieperink Video-assistent: Edwin van de Graaf           | 26 oktober 2024 Aanvangstijd: 20.00 uur Plaats: Eindhoven Philips Stadion Toeschouwers: 34.100 Scheidsrechter: Rob Dieperink Video-assistent: Edwin van de Graaf           | Ricardo Pepi 9', 58' Noa Lang 40' Malik Tillman 50' Jasper Schendelaar 71' (e.d.) Johan Bakayoko 89'          | Wedstrijdverslag | 44' Younes Namli                                                                                  | Schendelaar, Van der Haar, García Mac Nulty, Aertssen ( 57' Krastev), Floranus ( 57' Reijnders), Van den Berg, El Azzouzi, Monteiro, Namli, Mbayo ( 57' Thomas), Vente ( 72' Velanas)                       |
| | 11e speelronde | Go Ahead Eagles                                                                                               | 2 – 2 (0 – 2)    | PEC Zwolle                                                                                        | Opstelling PEC Zwolle: |
| 3 november 2024 Aanvangstijd: 12.15 uur Plaats: Deventer De Adelaarshorst Toeschouwers: 9.997 Scheidsrechter: Bas Nijhuis Video-assistent: Ingmar Oostrom                  | 3 november 2024 Aanvangstijd: 12.15 uur Plaats: Deventer De Adelaarshorst Toeschouwers: 9.997 Scheidsrechter: Bas Nijhuis Video-assistent: Ingmar Oostrom                  | Oliver Edvardsen 47' Aske Adelgaard 56' Enric Llansana 67'                                                    | Wedstrijdverslag | 20' 35' Davy van den Berg 25' Jamiro Monteiro                                                     | Schendelaar, Van der Haar ( 77' Lutonda), García Mac Nulty, Aertssen, Floranus, El Azzouzi ( 85' Reijnders), Van den Berg, Krastev ( 54' De Rooij), Monteiro ( 77' Velanas), Mbayo ( 77' Fichtinger), Vente |
| | 12e speelronde | PEC Zwolle | 3 – 1 (0 – 1)    | Fortuna Sittard                                                                                   | Opstelling PEC Zwolle: |
| 9 november 2024 Aanvangstijd: 18.45 uur Plaats: Zwolle MAC³PARK stadion Toeschouwers: 13.772 Scheidsrechter: Edwin van de Graaf Video-assistent: Stan Teuben               | 9 november 2024 Aanvangstijd: 18.45 uur Plaats: Zwolle MAC³PARK stadion Toeschouwers: 13.772 Scheidsrechter: Edwin van de Graaf Video-assistent: Stan Teuben               | Jamiro Monteiro 35' Dylan Mbayo 53', 67' Damian van der Haar 57' Davy van den Berg 69', 90+4' Dylan Vente 73' | Wedstrijdverslag | 33' (pen.) 90+6' (pen.) Ezequiel Bullaude 71' Loreintz Rosier                                     | Schendelaar, Van der Haar, García Mac Nulty, Aertssen, Floranus, Van den Berg, El Azzouzi ( 79' Fichtinger), Mbayo ( 88' Krastev), Monteiro ( 88' De Rooij), Namli ( 79' Velanas), Vente                    |
| | 13e speelronde | Ajax | 2 – 0 (1 – 0)    | PEC Zwolle                                                                                        | Opstelling PEC Zwolle: |
| 24 november 2024 Aanvangstijd: 16.45 uur Plaats: Amsterdam Johan Cruijff ArenA Toeschouwers: 53.677 Scheidsrechter: Alex Bos Video-assistent: Edwin van de Graaf           | 24 november 2024 Aanvangstijd: 16.45 uur Plaats: Amsterdam Johan Cruijff ArenA Toeschouwers: 53.677 Scheidsrechter: Alex Bos Video-assistent: Edwin van de Graaf           | Brian Brobbey 27' Jorrel Hato 43' Jordan Henderson 45' Josip Šutalo 63' Owen Wijndal 90+2'                    | Wedstrijdverslag | 65' Dylan Mbayo                                                                                   | Schendelaar, Van der Haar, García Mac Nulty, Graves ( 87' Aertssen), Floranus, El Azzouzi, Fichtinger, Mbayo, Monteiro ( 77' Velanas), Namli ( 70' Krastev), Vente ( 77' Buitink)                           |
| | 14e speelronde | PEC Zwolle | 1 – 0 (0 – 0)    | Sparta Rotterdam                                                                                  | Opstelling PEC Zwolle: |
| 30 november 2024 Aanvangstijd: 21.00 uur Plaats: Zwolle MAC³PARK stadion Toeschouwers: 13.510 Scheidsrechter: Ingmar Oostrom Video-assistent: Martin Pérez                 | 30 november 2024 Aanvangstijd: 21.00 uur Plaats: Zwolle MAC³PARK stadion Toeschouwers: 13.510 Scheidsrechter: Ingmar Oostrom Video-assistent: Martin Pérez                 | Sherel Floranus 5' Jamiro Monteiro 32' 57' Dylan Mbayo 74'                                                    | Wedstrijdverslag | 74' Patrick van Aanholt                                                                           | Schendelaar, Van der Haar, García Mac Nulty, Graves, Floranus, El Azzouzi, Fichtinger, Mbayo ( 80' De Rooij), Monteiro ( 90' Aertssen), Namli ( 79' Velanas), Vente                                         |
| | 15e speelronde | FC Groningen                                                                                                  | 0 – 0            | PEC Zwolle                                                                                        | Opstelling PEC Zwolle: |
| 8 december 2024 Aanvangstijd: 12.15 uur Plaats: Groningen Euroborg Toeschouwers: 22.165 Scheidsrechter: Jeroen Manschot Video-assistent: Erwin Blank                       | 8 december 2024 Aanvangstijd: 12.15 uur Plaats: Groningen Euroborg Toeschouwers: 22.165 Scheidsrechter: Jeroen Manschot Video-assistent: Erwin Blank                       | Luciano Valente 31' Stije Resink 69' Rui Mendes 856'                                                          | Wedstrijdverslag |                                                                                                   | Schendelaar, Van der Haar, García Mac Nulty, Graves, Floranus ( 46' Aertssen), El Azzouzi, Fichtinger ( 90+1' Van den Berg), Velanas ( 82' De Rooij), Monteiro, Mbayo, Vente                                |
| | 16e speelronde | PEC Zwolle | 0 – 1 (0 – 1)    | Willem II                                                                                         | Opstelling PEC Zwolle: |
| 13 december 2024 Aanvangstijd: 20.00 uur Plaats: Zwolle MAC³PARK stadion Toeschouwers: 13.789 Scheidsrechter: Joey Kooij Video-assistent: Martin van den Kerkhof           | 13 december 2024 Aanvangstijd: 20.00 uur Plaats: Zwolle MAC³PARK stadion Toeschouwers: 13.789 Scheidsrechter: Joey Kooij Video-assistent: Martin van den Kerkhof           | | Wedstrijdverslag | 11' Ringo Meerveld 63' Tommy St. Jago 71' Jeremy Bokila 74' Raffael Behounek                      | Schendelaar, Van der Haar, García Mac Nulty, Graves ( 61' Krastev), Aertssen ( 32' Reijnders), El Azzouzi, Fichtinger ( 46' Van den Berg), Velanas, Monteiro ( 72' De Rooij), Mbayo, Vente                  |
| | 17e speelronde | RKC Waalwijk                                                                                                  | 1 – 1 (1 – 1)    | PEC Zwolle                                                                                        | Opstelling PEC Zwolle: |
| 20 december 2024 Aanvangstijd: 20.00 uur Plaats: Waalwijk Mandemakers Stadion Toeschouwers: 6.152 Scheidsrechter: Erwin Blank Video-assistent: Jannick van der Laan        | 20 december 2024 Aanvangstijd: 20.00 uur Plaats: Waalwijk Mandemakers Stadion Toeschouwers: 6.152 Scheidsrechter: Erwin Blank Video-assistent: Jannick van der Laan        | Oskar Zawada 10' Yassin Oukili 84' Kevin Felida 85'                                                           | Wedstrijdverslag | 41' Dylan Vente 53' Nick Fichtinger                                                               | Schendelaar, Van der Haar, García Mac Nulty, El Azzouzi, Reijnders ( 83' Buitink), Van den Berg, Fichtinger, Velanas ( 89' Thomas), Monteiro ( 83' Manu), Mbayo ( 32' Krastev), Vente                       |
| | 18e speelronde | PEC Zwolle | 0 – 1 (0 – 1)    | N.E.C.                                                                                            | Opstelling PEC Zwolle: |
| 11 januari 2025 Aanvangstijd: 20.00 uur Plaats: Zwolle MAC³PARK stadion Toeschouwers: Scheidsrechter: Dennis Higler Video-assistent: Pol van Boekel                        | 11 januari 2025 Aanvangstijd: 20.00 uur Plaats: Zwolle MAC³PARK stadion Toeschouwers: Scheidsrechter: Dennis Higler Video-assistent: Pol van Boekel                        | Thierry Lutonda 68'                                                                                           | Wedstrijdverslag | 23' Koki Ogawa 90+3' Rober González                                                               | Hauptmeijer, Van der Haar ( 46' Lutonda), García Mac Nulty, Graves ( 61' Aertssen), Reijnders, Van den Berg ( 75' Buitink), El Azzouzi, Krastev ( 74' Thomas), Monteiro, Mbayo ( 61' De Rooij), Vente       |
| | 19e speelronde | PEC Zwolle | 3 – 1 (2 – 1)    | PSV                                                                                               | Opstelling PEC Zwolle: |
| 19 januari 2025 Aanvangstijd: 16.30 uur Plaats: Zwolle MAC³PARK stadion Toeschouwers: 13.793 Scheidsrechter: Jeroen Manschot Video-assistent: Clay Ruperti                 | 19 januari 2025 Aanvangstijd: 16.30 uur Plaats: Zwolle MAC³PARK stadion Toeschouwers: 13.793 Scheidsrechter: Jeroen Manschot Video-assistent: Clay Ruperti                 | Filip Krastev 2', 38' Jamiro Monteiro 33' Simon Graves 86' Dylan Vente 90+4'                                  | Wedstrijdverslag | 25' Johan Bakayoko 32' (pen.) 54' Luuk de Jong 70' Richard Ledezma                                | Hauptmeijer, Van der Haar, García Mac Nulty, Graves, Reijnders, Van den Berg, El Azzouzi ( 77' Fichtinger), Krastev, Monteiro ( 87' Aertssen), Mbayo ( 90' Velanas), Vente                                  |
| | 20e speelronde | Fortuna Sittard                                                                                               | 1 – 4 (0 – 2)    | PEC Zwolle                                                                                        | Opstelling PEC Zwolle: |
| 26 januari 2025 Aanvangstijd: 12.15 uur Plaats: Sittard Fortuna Sittard Stadion Toeschouwers: 9.712 Scheidsrechter: Pol van Boekel Video-assistent: Martin van den Kerkhof | 26 januari 2025 Aanvangstijd: 12.15 uur Plaats: Sittard Fortuna Sittard Stadion Toeschouwers: 9.712 Scheidsrechter: Pol van Boekel Video-assistent: Martin van den Kerkhof | Josip Mitrović 54' Loreintz Rosier 65' Mitchell Dijks 68', 74'                                                | Wedstrijdverslag | 12', 60' (pen.) Dylan Vente 33' Davy van den Berg 80' 89' Filip Krastev                           | Hauptmeijer, Van der Haar, García Mac Nulty, Graves, Aertssen ( 72' Reijnders), Van den Berg, El Azzouzi ( 78' Fichtinger), Krastev, Monteiro ( 78' Thomas), Mbayo ( 87' Velanas), Vente ( 87' Buitink)     |
| | 21e speelronde | PEC Zwolle | 3 – 3 (2 – 0)    | FC Utrecht                                                                                        | Opstelling PEC Zwolle: |
| 1 februari 2025 Aanvangstijd: 18.45 uur Plaats: Zwolle MAC³PARK stadion Toeschouwers: 13.914 Scheidsrechter: Joey Kooij Video-assistent: Stan Teuben                       | 1 februari 2025 Aanvangstijd: 18.45 uur Plaats: Zwolle MAC³PARK stadion Toeschouwers: 13.914 Scheidsrechter: Joey Kooij Video-assistent: Stan Teuben                       | Dylan Vente 18', 70' Davy van den Berg 28' 44' Filip Krastev 90+2'                                            | Wedstrijdverslag | 55' Anthony Descotte 59' Oscar Fraulo 83' Nick Viergever                                          | Hauptmeijer, Van der Haar, García Mac Nulty, Graves, Aertssen, Van den Berg, El Azzouzi, Krastev, Monteiro, Mbayo ( 90' Velanas), Vente                                                                     |
| | 22e speelronde | AZ | 2 – 0 (1 – 0)    | PEC Zwolle                                                                                        | Opstelling PEC Zwolle: |
| 9 februari 2025 Aanvangstijd: 12.15 uur Plaats: Alkmaar AFAS Stadion Toeschouwers: 17.542 Scheidsrechter: Sander van der Eijk Video-assistent: Martijn Vos                 | 9 februari 2025 Aanvangstijd: 12.15 uur Plaats: Alkmaar AFAS Stadion Toeschouwers: 17.542 Scheidsrechter: Sander van der Eijk Video-assistent: Martijn Vos                 | David Møller Wolfe 41' 76' Troy Parrott 56'                                                                   | Wedstrijdverslag | 40' Filip Krastev 45+3' Jamiro Monteiro 90+6' Kaj de Rooij                                        | Schendelaar, Van der Haar ( 84' Buitink), García Mac Nulty, Graves, Aertssen ( 66' Reijnders), Van den Berg, El Azzouzi, Krastev ( 66' Velanas), Monteiro ( 66' Thomas), Mbayo ( 84' De Rooij), Vente       |
| | 23e speelronde | PEC Zwolle | 1 – 1 (1 – 0)    | sc Heerenveen                                                                                     | Opstelling PEC Zwolle: |
| 16 februari 2025 Aanvangstijd: 14.30 uur Plaats: Zwolle MAC³PARK stadion Toeschouwers: 13.749 Scheidsrechter: Ingmar Oostrom Video-assistent: Martin van den Kerkhof       | 16 februari 2025 Aanvangstijd: 14.30 uur Plaats: Zwolle MAC³PARK stadion Toeschouwers: 13.749 Scheidsrechter: Ingmar Oostrom Video-assistent: Martin van den Kerkhof       | Dylan Vente 11'                                                                                               | Wedstrijdverslag | 58' Alireza Jahanbakhsh 66' Marcus Linday                                                         | Schendelaar, Van der Haar ( 61' Lutonda), García Mac Nulty, Graves, Aertssen, Van den Berg ( 69' Thomas), El Azzouzi, Mbayo ( 86' De Rooij), Monteiro ( 69' Fichtinger), Velanas, Vente                     |
| | 24e speelronde | Heracles Almelo                                                                                               | 4 – 2 (2 – 2)    | PEC Zwolle                                                                                        | Opstelling PEC Zwolle: |
| 2 maart 2025 Aanvangstijd: 14.30 uur Plaats: Almelo Asito Stadion Toeschouwers: 11.632 Scheidsrechter: Martijn Vos Video-assistent: Robin Hensgens                         | 2 maart 2025 Aanvangstijd: 14.30 uur Plaats: Almelo Asito Stadion Toeschouwers: 11.632 Scheidsrechter: Martijn Vos Video-assistent: Robin Hensgens                         | Brian De Keersmaecker 8' (pen.) Ivan Mesík 40' Thomas Bruns 44' Juho Talvitie 58' Jizz Hornkamp 63'           | Wedstrijdverslag | 8' Damian van der Haar 9' Dylan Vente 18' Jamiro Monteiro 32' Anselmo García Mac Nulty            | Schendelaar, Van der Haar ( 46' Lutonda), García Mac Nulty, Graves, Aertssen ( 46' Floranus), Van den Berg ( 67' Thomas), El Azzouzi, Krastev ( 68' Velanas), Monteiro ( 82' Buitink), Mbayo, Vente         |
| | 25e speelronde | PEC Zwolle | 0 – 1 (0 – 0)    | Ajax                                                                                              | Opstelling PEC Zwolle: |
| 9 maart 2025 Aanvangstijd: 14.30 uur Plaats: Zwolle MAC³PARK stadion Toeschouwers: 14.000 Scheidsrechter: Bas Nijhuis Video-assistent: Alex Bos                            | 9 maart 2025 Aanvangstijd: 14.30 uur Plaats: Zwolle MAC³PARK stadion Toeschouwers: 14.000 Scheidsrechter: Bas Nijhuis Video-assistent: Alex Bos                            | Ryan Thomas 32'                                                                                               | Wedstrijdverslag | 61' (pen.) Kenneth Taylor                                                                         | Schendelaar, Van der Haar, García Mac Nulty, Graves, Aertssen, Van den Berg ( 72' De Rooij), El Azzouzi, Krastev, Thomas ( 55' Fichtinger ( 80' Buitink)), Mbayo ( 72' Velanas), Vente                      |
| | 26e speelronde | Sparta Rotterdam                                                                                              | 1 – 1 (0 – 0)    | PEC Zwolle                                                                                        | Opstelling PEC Zwolle: |
| 15 maart 2025 Aanvangstijd: 18.45 uur Plaats: Rotterdam Het Kasteel Toeschouwers: 10.111 Scheidsrechter: Rob Dieperink Video-assistent: Robin Hensgens                     | 15 maart 2025 Aanvangstijd: 18.45 uur Plaats: Rotterdam Het Kasteel Toeschouwers: 10.111 Scheidsrechter: Rob Dieperink Video-assistent: Robin Hensgens                     | Tobias Lauritsen 51'                                                                                          | Wedstrijdverslag | 48' Olivier Aertssen                                                                              | Schendelaar, Floranus, García Mac Nulty, Graves, Aertssen, Thomas ( 76' Fichtinger), El Azzouzi, Monteiro ( 76' Van den Berg), Krastev, Vente, Mbayo ( 85' Namli)                                           |
| | 27e speelronde | PEC Zwolle | 2 – 0 (0 – 0)    | RKC Waalwijk                                                                                      | Opstelling PEC Zwolle: |
| 29 maart 2025 Aanvangstijd: 21.00 uur Plaats: Zwolle MAC³PARK stadion Toeschouwers: 13.650 Scheidsrechter: Danny Makkelie Video-assistent: Robin Hensgens                  | 29 maart 2025 Aanvangstijd: 21.00 uur Plaats: Zwolle MAC³PARK stadion Toeschouwers: 13.650 Scheidsrechter: Danny Makkelie Video-assistent: Robin Hensgens                  | Dylan Vente 74' (pen.) Anselmo García Mac Nulty 80' Filip Krastev 83'                                         | Wedstrijdverslag | 55', 71' Faissal Al Mazyani                                                                       | Schendelaar, Floranus, García Mac Nulty, Graves, Aertssen ( 84' Reijnders), Thomas, El Azzouzi ( 75' Fichtinger), Monteiro ( 75' Van den Berg), Krastev, Vente, Mbayo ( 61' Namli)                          |
| | 28e speelronde | Almere City FC                                                                                                | 2 – 2 (0 – 2)    | PEC Zwolle                                                                                        | Opstelling PEC Zwolle: |
| 5 april 2025 Aanvangstijd: 21.00 uur Plaats: Almere Yanmar Stadion Toeschouwers: 3.783 Scheidsrechter: Joey Kooij Video-assistent: Erwin Blank                             | 5 april 2025 Aanvangstijd: 21.00 uur Plaats: Almere Yanmar Stadion Toeschouwers: 3.783 Scheidsrechter: Joey Kooij Video-assistent: Erwin Blank                             | Vasilios Zagaritis 26' Ali Jasim 67' Junior Kadile 71' Jochem Ritmeester van de Kamp 86'                      | Wedstrijdverslag | 24' Anouar El Azzouzi 31' Dylan Vente 72' Filip Krastev 90+1' Ryan Thomas 90+1' Sherel Floranus   | Schendelaar, Floranus, García Mac Nulty, Graves, Aertssen, Thomas, El Azzouzi ( 88' Fichtinger), Krastev ( 72' Velanas), Monteiro ( 72' Van den Berg), Mbayo ( 62' Namli), Vente                            |
| | 29e speelronde | PEC Zwolle | 1 – 1 (0 – 0)    | FC Twente                                                                                         | Opstelling PEC Zwolle: |
| 13 april 2025 Aanvangstijd: 14.30 uur Plaats: Zwolle MAC³PARK stadion Toeschouwers: 13.903 Scheidsrechter: Erwin Blank Video-assistent: Dennis Higler                      | 13 april 2025 Aanvangstijd: 14.30 uur Plaats: Zwolle MAC³PARK stadion Toeschouwers: 13.903 Scheidsrechter: Erwin Blank Video-assistent: Dennis Higler                      | Anselmo García Mac Nulty 18' Filip Krastev 43' Damian van der Haar 62'                                        | Wedstrijdverslag | 32' Mees Hilgers 39' Daan Rots 78' Alec Van Hoorenbeeck                                           | Schendelaar, Floranus ( 46' Van der Haar), García Mac Nulty, Graves, Aertssen ( 42' Reijnders), Thomas, El Azzouzi ( 86' De Rooij), Krastev, Van den Berg ( 72' Monteiro), Namli ( 71' Mbayo), Vente        |
| | 30e speelronde | Feyenoord | 4 – 0 (3 – 0)    | PEC Zwolle                                                                                        | Opstelling PEC Zwolle: |
| 25 april 2025 Aanvangstijd: 21.00 uur Plaats: Rotterdam Stadion Feijenoord Toeschouwers: 47.500 Scheidsrechter: Dennis Higler Video-assistent: Sander van der Eijk         | 25 april 2025 Aanvangstijd: 21.00 uur Plaats: Rotterdam Stadion Feijenoord Toeschouwers: 47.500 Scheidsrechter: Dennis Higler Video-assistent: Sander van der Eijk         | Ayase Ueda 14' Antoni Milambo 22' Igor Paixão 25', 79' Gernot Trauner 46'                                     | Wedstrijdverslag | 87' Dylan Vente                                                                                   | Schendelaar, Floranus, García Mac Nulty, Graves ( 88' Van der Haar), Reijnders, El Azzouzi ( 76' Velanas), Thomas ( 88' Fichtinger), Krastev ( 64' Mbayo), Van den Berg ( 65' Monteiro), Namli, Vente       |
| | 31e speelronde | NAC Breda | 1 – 3 (0 – 0)    | PEC Zwolle                                                                                        | Opstelling PEC Zwolle: |
| 4 mei 2025 Aanvangstijd: 12.15 uur Plaats: Breda Rat Verlegh Stadion Toeschouwers: 18.803 Scheidsrechter: Marc Nagtegaal Video-assistent: Jochem Kamphuis                  | 4 mei 2025 Aanvangstijd: 12.15 uur Plaats: Breda Rat Verlegh Stadion Toeschouwers: 18.803 Scheidsrechter: Marc Nagtegaal Video-assistent: Jochem Kamphuis                  | Kamal Sowah 1' Jan Van den Bergh 27' Cherrion Valerius 64' Kacper Kostorz 90+3'                               | Wedstrijdverslag | 20' Anouar El Azzouzi 54' Younes Namli 83' Odysseus Velanas 90' Kaj de Rooij                      | Schendelaar, Floranus ( 89' Van der Haar), García Mac Nulty, Graves, Reijnders, El Azzouzi ( 89' Fichtinger), Thomas, Krastev ( 84' De Rooij), Van den Berg, Namli ( 84' Mbayo), Vente ( 46' Velanas)       |
| | 32e speelronde | PEC Zwolle | 1 – 1 (0 – 0)    | Go Ahead Eagles                                                                                   | Opstelling PEC Zwolle: |
| 11 mei 2025 Aanvangstijd: 12.15 uur Plaats: Zwolle MAC³PARK stadion Toeschouwers: 14.000 Scheidsrechter: Joey Kooij Video-assistent: Martin van den Kerkhof                | 11 mei 2025 Aanvangstijd: 12.15 uur Plaats: Zwolle MAC³PARK stadion Toeschouwers: 14.000 Scheidsrechter: Joey Kooij Video-assistent: Martin van den Kerkhof                | Younes Namli 65' Kaj de Rooij 79' Odysseus Velanas 90+6'                                                      | Wedstrijdverslag | 46' Mathis Suray 49' Evert Linthorst 72' Enric Llansana                                           | Schendelaar, Floranus ( 76' Van der Haar), García Mac Nulty, Graves, Reijnders, Van den Berg, Thomas ( 46' Monteiro), Krastev ( 76' Buitink), Namli ( 83' Gijselhart), Mbayo ( 76' De Rooij), Velanas       |
| | 33e speelronde | Willem II | 1 – 2 (0 – 1)    | PEC Zwolle                                                                                        | Opstelling PEC Zwolle: |
| 14 mei 2025 Aanvangstijd: 20.00 uur Plaats: Tilburg Koning Willem II Stadion Toeschouwers: 14.000 Scheidsrechter: Serdar Gözübüyük Video-assistent: Clay Ruperti           | 14 mei 2025 Aanvangstijd: 20.00 uur Plaats: Tilburg Koning Willem II Stadion Toeschouwers: 14.000 Scheidsrechter: Serdar Gözübüyük Video-assistent: Clay Ruperti           | Rob Nizet 29' Jesse Bosch 72' 90+1'                                                                           | Wedstrijdverslag | 26' Younes Namli 29' Davy van den Berg 36' Anouar El Azzouzi 79' Eliano Reijnders                 | Schendelaar, Floranus ( 69' Van der Haar), García Mac Nulty, Graves, Reijnders, Van den Berg, El Azzouzi, Namli ( 89' Lagsir), Krastev ( 76' Monteiro), Velanas, Mbayo ( 69' De Rooij)                      |
| | 34e speelronde | PEC Zwolle | 2 – 0 (1 – 0)    | FC Groningen                                                                                      | Opstelling PEC Zwolle: |
| 18 mei 2025 Aanvangstijd: 14.30 uur Plaats: Zwolle MAC³PARK stadion Toeschouwers: 14.000 Scheidsrechter: Bas Nijhuis Video-assistent: Robin Hensgens                       | 18 mei 2025 Aanvangstijd: 14.30 uur Plaats: Zwolle MAC³PARK stadion Toeschouwers: 14.000 Scheidsrechter: Bas Nijhuis Video-assistent: Robin Hensgens                       | Younes Namli 44' Anouar El Azzouzi 64' Dylan Mbayo 68' Ryan Thomas 73'                                        | Wedstrijdverslag | 73' Stije Resink                                                                                  | Schendelaar, Floranus ( 89' Van der Haar), García Mac Nulty, Graves, Reijnders, Thomas ( 82' De Rooij), El Azzouzi, Namli ( 82' Van den Berg), Krastev ( 90+1' Lagsir), Velanas, Mbayo ( 82' Monteiro)      |

### KNVB Beker
| 1e ronde | N.E.C. | 4 – 3 (0 – 1, 2 – 2) Na verlenging | PEC Zwolle | Opstelling PEC Zwolle: |
| 29 oktober 2024 Aanvangstijd: 18.45 uur Plaats: Nijmegen Goffertstadion Toeschouwers: 12.540 Scheidsrechter: Robin Hensgens | Kodai Sano 54' Sontje Hansen 63' Brayann Pereira 72' Rober González 81' Koki Ogawa 89', 106' Kento Shiogai 103' Iván Márquez 117' | Wedstrijdverslag                   | 17' 120+4' Jamiro Monteiro 57' Sherel Floranus 68' Dylan Vente 83' Anouar El Azzouzi 116' (pen.) 117' Thomas Buitink 117' Kaj de Rooij | Schendelaar, Lutonda ( 105' Manu), García Mac Nulty, Aertssen, Floranus, Van den Berg, El Azzouzi ( 86' Reijnders), Monteiro ( 78' Fichtinger), Mbayo ( 70' De Rooij), Vente ( 98' Buitink), Krastev ( 70' Velanas) |

## Selectie en technische staf

### Selectie
| Nr.           | Nat.                      | Naam                     | Competitie | Competitie | Beker      | Beker      | Totaal     | Totaal     | Contract tot | Seizoen    | Vorige club       | Debuut            |            |            |
| Nr.           | Nat.                      | Naam                     | W          | Goal       | W          | Goal       | W          | Goal       | Contract tot | Seizoen    | Vorige club       | Debuut            |            |            |
| Doelmannen    | Doelmannen                | Doelmannen               | Doelmannen | Doelmannen | Doelmannen | Doelmannen | Doelmannen | Doelmannen | Doelmannen   | Doelmannen | Doelmannen        | Doelmannen        | Doelmannen | Doelmannen |
| ------------- | ------------------------- | ------------------------ | ---------- | ---------- | ---------- | ---------- | ---------- | ---------- | ------------ | ---------- | ----------------- | ----------------- | ---------- | ---------- |
| 1             | Vlag van Nederland        | Jasper Schendelaar       | 30         | 0          | 1          | 0          | 31         | 0          | 2026         | 4e         | AZ                | 7 augustus 2022   |            |            |
| 25            | Vlag van Nederland        | Kenneth Vermeer          | 0          | 0          | 0          | 0          | 0          | 0          | 2025         | 2e         | FC Cincinnati     | –                 |            |            |
| 40            | Vlag van Nederland        | Mike Hauptmeijer         | 4          | 0          | 0          | 0          | 4          | 0          | 2027         | 9e         | Jeugd             | 3 februari 2018   |            |            |
| 41            | Vlag van Nederland        | Duke Verduin             | 0          | 0          | 0          | 0          | 0          | 0          | 2025         | 3e         | Jeugd             | –                 |            |            |
| 42            | Vlag van Nederland        | Nick Dobben              | 0          | 0          | 0          | 0          | 0          | 0          | Jeugd        | 1e         | Jeugd             | –                 |            |            |
| Verdedigers   |                           |                          |            |            |            |            |            |            |              |            |                   |                   |            |            |
| 2             | Vlag van Curaçao          | Sherel Floranus          | 22         | 0          | 1          | 0          | 23         | 0          | 2027         | 1e         | Almere City FC    | 1 september 2024  |            |            |
| 3             | Vlag van Nederland        | Olivier Aertssen         | 20         | 1          | 1          | 0          | 21         | 1          | 2027         | 1e         | Ajax              | 1 september 2024  |            |            |
| 4             | Vlag van Ierland          | Anselmo García Mac Nulty | 34         | 1          | 1          | 0          | 35         | 1          | 2026         | 2e         | VfL Wolfsburg     | 27 augustus 2023  |            |            |
| 5             | Vlag van België           | Thierry Lutonda          | 11         | 0          | 1          | 0          | 12         | 0          | 2026         | 1e         | RKC Waalwijk      | 11 augustus 2024  |            |            |
| 28            | Vlag van Denemarken       | Simon Graves             | 27         | 0          | 0          | 0          | 27         | 0          | Huur         | 1e         | Palermo FC        | 24 augustus 2024  |            |            |
| 33            | Vlag van Nederland        | Damian van der Haar      | 29         | 2          | 0          | 0          | 29         | 2          | 2028         | 2e         | Jeugd             | 24 september 2023 |            |            |
| 36            | Vlag van Nederland        | Dylan Ruward             | 0          | 0          | 0          | 0          | 0          | 0          | Jeugd        | 2e         | Jeugd             | –                 |            |            |
| 47            | Vlag van Nederland        | Tristan Gooijer          | 1          | 0          | 0          | 0          | 1          | 0          | Huur         | 1e         | Ajax              | 11 augustus 2024  |            |            |
| Middenvelders |                           |                          |            |            |            |            |            |            |              |            |                   |                   |            |            |
| 6             | Vlag van Marokko          | Anouar El Azzouzi        | 33         | 1          | 1          | 0          | 34         | 1          | 2026         | 2e         | FC Dordrecht      | 2 september 2023  |            |            |
| 7             | Vlag van Denemarken       | Younes Namli             | 18         | 4          | 0          | 0          | 18         | 4          | 2025         | 4e         | Sparta Rotterdam  | 13 augustus 2017  |            |            |
| 10            | Vlag van Nederland        | Davy van den Berg        | 32         | 4          | 1          | 0          | 33         | 4          | 2025         | 3e         | FC Utrecht        | 7 augustus 2022   |            |            |
| 17            | Vlag van Verenigde Staten | Anthony Fontana          | 0          | 0          | 0          | 0          | 0          | 0          | 2025         | 3e         | Ascoli            | 10 maart 2023     |            |            |
| 18            | Vlag van Nederland        | Odysseus Velanas         | 29         | 1          | 1          | 0          | 30         | 1          | 2026         | 2e         | NAC Breda         | 27 augustus 2023  |            |            |
| 23            | Vlag van Indonesië        | Eliano Reijnders         | 21         | 1          | 1          | 0          | 22         | 1          | 2027         | 6e         | Jeugd             | 12 september 2020 |            |            |
| 30            | Vlag van Nieuw-Zeeland    | Ryan Thomas              | 17         | 0          | 0          | 0          | 17         | 0          | 2027         | 8e         | PSV               | 2 november 2013   |            |            |
| 32            | Vlag van Nederland        | Gabriël Reiziger         | 0          | 0          | 0          | 0          | 0          | 0          | 2028         | 1e         | Jeugd             | –                 |            |            |
| 34            | Vlag van Nederland        | Nick Fichtinger          | 21         | 0          | 1          | 0          | 22         | 0          | 2026         | 2e         | Jeugd             | 20 augustus 2023  |            |            |
| 35            | Vlag van Kaapverdië       | Jamiro Monteiro          | 27         | 2          | 1          | 1          | 28         | 3          | 2026         | 1e         | Gaziantep FK      | 14 september 2024 |            |            |
| 37            | Vlag van Nederland        | Mohamed Oukhattou        | 0          | 0          | 0          | 0          | 0          | 0          | 2026         | 2e         | H.V. & C.V. Quick | 3 maart 2024      |            |            |
| 38            | Vlag van Nederland        | Teun Gijselhart          | 2          | 0          | 0          | 0          | 2          | 0          | 2026         | 2e         | Jeugd             | 3 maart 2024      |            |            |
| 50            | Vlag van Bulgarije        | Filip Krastev            | 31         | 6          | 1          | 0          | 32         | 6          | Huur         | 2e         | Lommel SK         | 11 februari 2024  |            |            |
| Aanvallers    |                           |                          |            |            |            |            |            |            |              |            |                   |                   |            |            |
| 9             | Vlag van Suriname         | Dylan Vente              | 30         | 13         | 1          | 1          | 31         | 14         | Huur         | 1e         | Hibernian FC      | 18 augustus 2024  |            |            |
| 11            | Vlag van België           | Dylan Mbayo              | 34         | 4          | 1          | 0          | 35         | 4          | Huur         | 1e         | KV Kortrijk       | 11 augustus 2024  |            |            |
| 14            | Vlag van Griekenland      | Apostolos Vellios        | 1          | 0          | 0          | 0          | 1          | 0          | 2025         | 3e         | PAS Lamia         | 7 augustus 2022   |            |            |
| 21            | Vlag van Nederland        | Samir Lagsir             | 2          | 0          | 0          | 0          | 2          | 0          | 2026         | 4e         | Jeugd             | 31 oktober 2020   |            |            |
| 22            | Vlag van Nederland        | Kaj de Rooij             | 21         | 2          | 1          | 0          | 22         | 2          | 2025         | 2e         | Clubloos          | 4 februari 2024   |            |            |
| 29            | Vlag van Nederland        | Thomas Buitink           | 13         | 0          | 1          | 1          | 14         | 1          | 2027         | 2e         | Vitesse           | 26 januari 2021   |            |            |
| 77            | Vlag van Ghana            | Braydon Manu             | 2          | 0          | 1          | 0          | 3          | 0          | 2026         | 1e         | SV Darmstadt 98   | 11 augustus 2024  |            |            |
| Nr.           | Nat.                      | Naam                     | W          | Goal       | W          | Goal       | W          | Goal       | Contract     | Seizoen    | Vorige club       | Debuut            |            |            |
| Nr.           | Nat.                      | Naam                     | Competitie | Competitie | Beker      | Beker      | Totaal     | Totaal     | Contract     | Seizoen    | Vorige club       | Debuut            |            |            |

### Legenda
| # | Reden                                          |
| - | ---------------------------------------------- |
|   | Heeft de club in het lopende seizoen verlaten. |
|   | Heeft de club op huurbasis verlaten.           |

### Technische staf
| Naam               | Functie           |
| ------------------ | ----------------- |
| Johnny Jansen      | Hoofdtrainer      |
| Ronnie Pander      | Assistent-trainer |
| Henry van der Vegt | Assistent-trainer |
| Dwight Lodeweges   | Assistent-trainer |
| Diederik Boer      | Keeperstrainer    |

## Statistieken PEC Zwolle 2024/2025

### Eindstand PEC Zwolle in de Nederlandse Eredivisie 2024 / 2025
| Stand | Gespeeld | Gewonnen | Gelijk | Verloren | Punten | Doelpunten voor | Doelpunten tegen | Gele kaarten | Rode kaarten |
| ----- | -------- | -------- | ------ | -------- | ------ | --------------- | ---------------- | ------------ | ------------ |
| 10e   | 34       | 10       | 11     | 13       | 41     | 43              | 51               | 49           | 3            |

### Topscorers
| #              | Naam                            | Goal |
| -------------- | ------------------------------- | ---- |
| 1.             | Dylan Vente                     | 13   |
| 2.             | Filip Krastev                   | 6    |
| 3.             | Davy van den Berg               | 4    |
| 3.             | Dylan Mbayo                     | 4    |
| 3.             | Younes Namli                    | 4    |
| 6.             | Damian van der Haar             | 2    |
| 6.             | Jamiro Monteiro                 | 2    |
| 6.             | Kaj de Rooij                    | 2    |
| 9.             | Olivier Aertssen                | 1    |
| 9.             | Anouar El Azzouzi               | 1    |
| 9.             | Anselmo García Mac Nulty        | 1    |
| 9.             | Eliano Reijnders                | 1    |
| 9.             | Odysseus Velanas                | 1    |
| Eigen doelpunt |                                 |      |
| 1.             | James Lawrence (Almere City FC) | 1    |
| Totaal         | Totaal                          | 43   |

| #      | Naam            | Goal |
| ------ | --------------- | ---- |
| 1.     | Thomas Buitink  | 1    |
| 1.     | Jamiro Monteiro | 1    |
| 1.     | Dylan Vente     | 1    |
| Totaal | Totaal          | 3    |

| #      | Naam              | Goal |
| ------ | ----------------- | ---- |
| 1.     | Davy van den Berg | 3    |
| 1.     | Anthony Fontana   | 3    |
| 3.     | Thomas Buitink    | 1    |
| 3.     | Teun Gijselhart   | 1    |
| 3.     | Filip Krastev     | 1    |
| 3.     | Braydon Manu      | 1    |
| 3.     | Zaid El Morabit   | 1    |
| 3.     | Mohamed Oukhattou | 1    |
| 3.     | Gabriël Reiziger  | 1    |
| 3.     | Odysseus Velanas  | 1    |
| 3.     | Apostolos Vellios | 1    |
| 3.     | Dylan Vente       | 1    |
| Totaal | Totaal            | 16   |

### Kaarten
| #      | Naam                     | Kreeg geel |
| ------ | ------------------------ | ---------- |
| 1.     | Anouar El Azzouzi        | 7          |
| 1.     | Filip Krastev            | 7          |
| 3.     | Davy van den Berg        | 5          |
| 3.     | Jamiro Monteiro          | 5          |
| 5.     | Nick Fichtinger          | 4          |
| 5.     | Ryan Thomas              | 4          |
| 7.     | Kaj de Rooij             | 3          |
| 7.     | Dylan Vente              | 3          |
| 9.     | Sherel Floranus          | 2          |
| 9.     | Anselmo García Mac Nulty | 2          |
| 9.     | Dylan Mbayo              | 2          |
| 12.    | Damian van der Haar      | 1          |
| 12.    | Simon Graves             | 1          |
| 12.    | Thierry Lutonda          | 1          |
| 12.    | Eliano Reijnders         | 1          |
| 12.    | Odysseus Velanas         | 1          |
| Totaal | Totaal                   | 49         |

| #      | Naam              | Kreeg voor de tweede keer geel en dus rood |
| ------ | ----------------- | ------------------------------------------ |
| 1.     | Davy van den Berg | 1                                          |
| 1.     | Thierry Lutonda   | 1                                          |
| Totaal | Totaal            | 2                                          |

| #      | Naam         | Weggestuurd |
| ------ | ------------ | ----------- |
| 1.     | Younes Namli | 1           |
| Totaal | Totaal       | 1           |

### Punten per speelronde
| Speelronde | 1 | 2 | 3 | 4 | 5 | 6 | 7 | 8 | 9 | 10 | 11 | 12 | 13 | 14 | 15 | 16 | 17 | 18 | 19 | 20 | 21 | 22 | 23 | 24 | 25 | 26 | 27 | 28 | 29 | 30 | 31 | 32 | 33 | 34 |
| ---------- | - | - | - | - | - | - | - | - | - | -- | -- | -- | -- | -- | -- | -- | -- | -- | -- | -- | -- | -- | -- | -- | -- | -- | -- | -- | -- | -- | -- | -- | -- | -- |
| Punten     | 0 | 0 | 0 | 3 | 1 | 0 | 3 | 1 | 0 | 0  | 1  | 3  | 0  | 3  | 1  | 0  | 1  | 0  | 3  | 3  | 1  | 0  | 1  | 0  | 0  | 1  | 3  | 1  | 1  | 0  | 3  | 1  | 3  | 3  |

### Punten na speelronde
| Speelronde | 1 | 2 | 3 | 4 | 5 | 6 | 7 | 8 | 9 | 10 | 11 | 12 | 13 | 14 | 15 | 16 | 17 | 18 | 19 | 20 | 21 | 22 | 23 | 24 | 25 | 26 | 27 | 28 | 29 | 30 | 31 | 32 | 33 | 34 |
| ---------- | - | - | - | - | - | - | - | - | - | -- | -- | -- | -- | -- | -- | -- | -- | -- | -- | -- | -- | -- | -- | -- | -- | -- | -- | -- | -- | -- | -- | -- | -- | -- |
| Punten     | 0 | 0 | 0 | 3 | 4 | 4 | 7 | 8 | 8 | 8  | 9  | 12 | 12 | 15 | 16 | 16 | 17 | 17 | 20 | 23 | 24 | 24 | 25 | 25 | 25 | 26 | 29 | 30 | 31 | 31 | 34 | 35 | 38 | 41 |

### Stand na speelronde
| Speelronde | 1   | 2   | 3   | 4   | 5   | 6   | 7   | 8   | 9   | 10  | 11  | 12  | 13  | 14  | 15  | 16  | 17  | 18  | 19  | 20  | 21  | 22  | 23  | 24  | 25  | 26  | 27  | 28  | 29  | 30  | 31  | 32  | 33  | 34  |
| ---------- | --- | --- | --- | --- | --- | --- | --- | --- | --- | --- | --- | --- | --- | --- | --- | --- | --- | --- | --- | --- | --- | --- | --- | --- | --- | --- | --- | --- | --- | --- | --- | --- | --- | --- |
| Stand      | 14e | 18e | 16e | 13e | 14e | 16e | 13e | 14e | 15e | 16e | 16e | 14e | 14e | 12e | 13e | 13e | 13e | 14e | 13e | 13e | 12e | 13e | 13e | 14e | 14e | 14e | 14e | 14e | 14e | 15e | 14e | 14e | 12e | 10e |

### Doelpunten per speelronde
| Speelronde | 1 | 2 | 3 | 4 | 5 | 6 | 7 | 8 | 9 | 10 | 11 | 12 | 13 | 14 | 15 | 16 | 17 | 18 | 19 | 20 | 21 | 22 | 23 | 24 | 25 | 26 | 27 | 28 | 29 | 30 | 31 | 32 | 33 | 34 | Totaal |
| ---------- | - | - | - | - | - | - | - | - | - | -- | -- | -- | -- | -- | -- | -- | -- | -- | -- | -- | -- | -- | -- | -- | -- | -- | -- | -- | -- | -- | -- | -- | -- | -- | ------ |
| Doelpunten | 0 | 1 | 0 | 3 | 1 | 1 | 1 | 1 | 1 | 0  | 2  | 3  | 0  | 1  | 0  | 0  | 1  | 0  | 3  | 4  | 3  | 0  | 1  | 2  | 0  | 1  | 2  | 2  | 1  | 0  | 3  | 1  | 2  | 2  | 43     |

### Toeschouwersaantal per speelronde
| Speelronde | 1      | 2      | 3      | 4      | 5      | 6      | 7      | 8      | 9      | 10     | 11    | 12     | 13     | 14     | 15     | 16     | 17     | Totaal  | Gemiddeld |
| ---------- | ------ | ------ | ------ | ------ | ------ | ------ | ------ | ------ | ------ | ------ | ----- | ------ | ------ | ------ | ------ | ------ | ------ | ------- | --------- |
| Thuis      | –      | 13.653 | –      | 13.731 | –      | 13.801 | 13.492 | –      | 13.506 | –      | –     | 13.772 | –      | 13.510 | –      | 13.789 | –      | 109.254 | 13.657    |
| Uit        | 0      | –      | 12.540 | –      | 29.500 | –      | –      | 24.141 | –      | 34.100 | 9.997 | –      | 53.677 | –      | 22.165 | –      | 6.152  | 192.272 | 24.034    |
| Speelronde | 18     | 19     | 20     | 21     | 22     | 23     | 24     | 25     | 26     | 27     | 28    | 29     | 30     | 31     | 32     | 33     | 34     | Totaal  | Gemiddeld |
| Thuis      | 13.701 | 13.793 | –      | 13.914 | –      | 13.749 | –      | 14.000 | –      | 13.650 | –     | 13.903 | –      | –      | 14.000 | –      | 14.000 | 124.710 | 13.857    |
| Uit        | –      | –      | 9.712  | –      | 17.542 | –      | 11.632 | –      | 10.111 | –      | 3.783 | –      | 47.500 | 18.803 | –      | 14.000 | –      | 133.083 | 16.635    |
|            |        |        |        |        |        |        |        |        |        |        |       |        |        |        |        |        |        | 559.319 | 16.949    |

## Mutaties

### Zomer

#### Aangetrokken
| Nr. | Nat. | Naam             | Van             | Type         | Contract     | Transfersom | Bijzonderheid                                                |
| --- | ---- | ---------------- | --------------- | ------------ | ------------ | ----------- | ------------------------------------------------------------ |
|     | NL   | Dean Huiberts    | Beerschot VA    | –            | 30 juni 2025 | n.v.t.      | Terug van verhuurperiode                                     |
| 5   | BE   | Thierry Lutonda  | RKC Waalwijk    | Transfervrij | 30 juni 2026 | n.v.t.      |                                                              |
|     | NL   | Joas Kors        | Koninklijke HFC | Transfervrij |              | n.v.t.      | Zal aansluiten bij PEC Zwolle –21                            |
|     | NL   | Rodney Kroeze    | Jeugd           | –            | 30 juni 2026 | n.v.t.      | Optie voor één seizoen                                       |
| 36  | NL   | Dylan Ruward     | Jeugd           | –            | 30 juni 2027 | n.v.t.      |                                                              |
| 29  | NL   | Thomas Buitink   | Vitesse         | Transfervrij | 30 juni 2027 | n.v.t.      |                                                              |
| 22  | NL   | Kaj de Rooij     |                 | –            | 30 juni 2025 | n.v.t.      | Optie voor één seizoen Speelde vorig seizoen op amateurbasis |
| 47  | NL   | Tristan Gooijer  | Ajax            | Op huurbasis | 30 juni 2025 | n.v.t.      |                                                              |
| 50  | BG   | Filip Krastev    | Lommel SK       | Op huurbasis | 30 juni 2025 | n.v.t.      | Speelde vorig seizoen ook op huurbasis                       |
| 77  | GH   | Braydon Manu     | SV Darmstadt 98 | Transfervrij | 30 juni 2026 | n.v.t.      | Optie voor één seizoen                                       |
| 11  | BE   | Dylan Mbayo      | KV Kortrijk     | Op huurbasis | 30 juni 2026 | n.v.t.      | Met optie tot koop                                           |
| 9   | SR   | Dylan Vente      | Hibernian FC    | Op huurbasis | 30 juni 2025 | n.v.t.      |                                                              |
| 28  | DK   | Simon Graves     | Palermo FC      | Op huurbasis | 30 juni 2025 | n.v.t.      |                                                              |
| 2   | CW   | Sherel Floranus  | Almere City FC  | Transfer     | 30 juni 2027 | Onbekend    |                                                              |
| 3   | NL   | Olivier Aertssen | Ajax            | Transfer     | 30 juni 2027 | Onbekend    | Optie voor één seizoen                                       |
| 35  | CV   | Jamiro Monteiro  | Gaziantep FK    | Transfervrij | 30 juni 2026 | n.v.t.      | Optie voor één seizoen                                       |

#### Vertrokken
| Nr. | Nat. | Naam                    | Naar                     | Type               | Transfersom | Wed. | Dlpt. |
| --- | ---- | ----------------------- | ------------------------ | ------------------ | ----------- | ---- | ----- |
| 28  | NL   | Zico Buurmeester        | AZ                       | Einde huurcontract | n.v.t.      | 18   | 0     |
| 20  | DE   | Lennart Czyborra        | Genoa CFC                | Einde huurcontract | n.v.t.      | 6    | 0     |
| 32  | DK   | Victor Dedes            | Hellerup IK              | Transfervrij       | n.v.t.      | 0    | 0     |
| 10  | NL   | Ferdy Druijf            | Rapid Wien               | Einde huurcontract | n.v.t.      | 15   | 5     |
| 4   | NL   | Sam Kersten             | sc Heerenveen            | Transfervrij       | n.v.t.      | 114  | 0     |
| 50  | BG   | Filip Krastev           | Lommel SK                | Einde huurcontract | n.v.t.      | 14   | 2     |
| 2   | NL   | Bram van Polen          | Stopt                    | n.v.t.             | n.v.t.      | 512  | 38    |
| 9   | DE   | Lennart Thy             | Lion City Sailors FC     | Transfer           | Onbekend    | 133  | 53    |
| 8   | NL   | Silvester van der Water | SC Cambuur               | Einde huurcontract | n.v.t.      | 12   | 1     |
|     | NL   | Dean Huiberts           | Beerschot VA             | Transfer           | Onbekend    | 98   | 7     |
| 13  | FI   | Thomas Lam              | Apollon Limassol         | Transfervrij       | n.v.t.      | 169  | 17    |
| 14  | GR   | Apostolos Vellios       | Nea Salamis Famagusta FC | Transfervrij       | n.v.t.      | 61   | 15    |
| 16  | NL   | Divaio Bobson           | Feyenoord –21            | Contract ontbonden | n.v.t       | 3    | 0     |

#### Statistieken transfers zomer
| Gekochte spelers | Verkochte spelers | Gehuurde spelers | Verhuurde spelers | Spelers terug van verhuurperiode | Spelers einde van huurperiode | Transfervrij aangetrokken spelers | Transfervrij vertrokken spelers | Doorgestroomde jeugdspelers |
| ---------------- | ----------------- | ---------------- | ----------------- | -------------------------------- | ----------------------------- | --------------------------------- | ------------------------------- | --------------------------- |
| 2                | 2                 | 4                | 0                 | 1                                | 5                             | 5                                 | 5                               | 2                           |

### Winter

#### Vertrokken
| Nr. | Nat. | Naam              | Naar             | Type               | Transfersom | Wed. | Dlpt. |
| --- | ---- | ----------------- | ---------------- | ------------------ | ----------- | ---- | ----- |
| 17  | VS   | Anthony Fontana   |                  | Contract ontbonden | n.v.t.      | 14   | 0     |
| 77  | GH   | Braydon Manu      | VfL Osnabrück    | Op huurbasis       | n.v.t.      | 3    | 0     |
| 37  | NL   | Mohamed Oukhattou | Sparta Rotterdam | Op huurbasis       | n.v.t.      | 2    | 0     |

#### Statistieken transfers winter
| Gekochte spelers | Verkochte spelers | Gehuurde spelers | Verhuurde spelers | Spelers terug van verhuurperiode | Spelers einde van huurperiode | Transfervrij aangetrokken spelers | Transfervrij vertrokken spelers | Doorgestroomde jeugdspelers |
| ---------------- | ----------------- | ---------------- | ----------------- | -------------------------------- | ----------------------------- | --------------------------------- | ------------------------------- | --------------------------- |
| 0                | 0                 | 0                | 2                 | 0                                | 0                             | 0                                 | 1                               | 0                           |

### Contractverlengingen
| Nat. | Naam                | Contract tot  | Nieuw contract tot | Bijzonderheid         |
| ---- | ------------------- | ------------- | ------------------ | --------------------- |
| NL   | Givaro Rahajaän     | Jeugdcontract | 30 juni 2027       |                       |
| ID   | Eliano Reijnders    | 30 juni 2025  | 30 juni 2027       |                       |
| NL   | Mike Hauptmeijer    | 30 juni 2025  | 30 juni 2027       | Met optie één seizoen |
| NL   | Damian van der Haar | 30 juni 2025  | 30 juni 2028       |                       |
| NZ   | Ryan Thomas         | 30 juni 2025  | 30 juni 2027       |                       |
| NL   | Nick Fichtinger     | 30 juni 2026  | 30 juni 2028       |                       |
| NL   | Gabriël Reiziger    | Jeugdcontract | 30 juni 2028       |                       |